# Ein Liebesfilm
Ein Liebesfilm ist ein Filmdrama von István Szabó aus dem Jahr 1971. 
Der Film wurde als ungarischer Beitrag für einen Oscar als bester fremdsprachiger Film eingereicht, aber nicht nominiert.

## Inhalt
Kata und Jancsi sind seit ihrer Kindheit im Vorkriegs-Budapest eng befreundet. Zwar werden sie während der Besetzung der Stadt durch die Nazis vorübergehend getrennt, kommen aber als Teenager durch Zufall wieder zusammen und halten ihre Freundschaft bis ins frühe Erwachsenenalter aufrecht. Gegenüber ihren Freunden bezeichnen sie ihre Beziehung wie die zwischen Bruder und Schwester, wie tief die Beziehung zueinander wirklich geht, bleibt in der Schwebe. Während des Volksaufstandes 1956 flüchtet Kata nach Lyon, während Jancsi in Ungarn bleibt. Der Kontakt zwischen den beiden wird durch gelegentliche Briefwechsel aufrechterhalten. Zehn Jahre nach ihrer Trennung reist Jancsi nach Frankreich zu einem Treffen mit Kata. Als die beiden sich wiedersehen, müssen sie feststellen, dass sie sich in unterschiedliche Richtungen entwickelt haben, es gibt keine Gemeinsamkeiten mehr in ihren Idealen und Lebenszielen.

## Produktion und Veröffentlichung
Der Film wurde von Mafilm Studio in Budapest produziert, Drehort war neben Budapest u. a. Fréjus in Frankreich. Der ungarische Jazzpianist János Gonda, mit dem Szabó bereits 1966 in dem Film Vater zusammengearbeitet hatte, schrieb die Filmmusik.
Ein Liebesfilm wurde am 30. August 1970 in Venedig, am 25. September in Locarno vorgestellt und am 8. Oktober 1970 in Ungarn veröffentlicht. Er wurde danach gelegentlich auf Filmfestivals gezeigt, u. a. in Deutschland am 30. April 2019, dem Tag des Ungarischen Films in Cottbus, als ungarisches Original mit deutschen Untertiteln. 2012 veröffentlichte Studio Kino Video eine DVD in ungarischer Sprache mit englischen Untertiteln.

## Rezeption
In der Kritik werden Szabós frühe Filme Zeit der Träumereien, Vater und Ein Liebesfilm auch als Trilogie aufgefasst, in der er sich mit den Illusionen seiner Generation auseinandersetzt. Wie der Kritiker der Welt schreibt, geht es Szabo in seinen frühen Filmen um die Erforschung von Identität und Selbstbild seiner Protagonisten.
Die Trilogie gilt als erster originärer ungarischer Beitrag zum Autorenfilm.